# L.O.V.E. (ACE COLLECTIONのアルバム)
『L.O.V.E.』(ラブ)は、2020年4月8日に、日本のロックバンドACE COLLECTIONがリリースしたメジャー1作目(CDアルバム作品2作目)のミニ・アルバム。発売元は、EMI Records。
初回生産限定盤 UPCH-29361、通常盤 UPCH-20548

## 概要
- ACE COLLECTIONのメジャーデビュー作品である[2]。
- 前作のアルバムから約6ヶ月ぶりの発売である。

## 特典
- 初回限定盤特典

「FIRST ONE-MAN SHOW "HELLO,WORLD"」 2019.4.29@マイナビBLITZ赤坂にて行われたライブ映像が収録されたBlu-Rayが付属する。

## 収録曲
1. 拝啓、君は...[4:15]
作詞・作曲：たつや◎
編曲：ACE COLLECTION
2. WaVe[4:48]
作詞・作曲：たつや◎
編曲：Hiroshi Shibasaki
3. ワインレッドのラビリンス[4:14]
  - 作詞・作曲：たつや◎
編曲：ACE COLLECTION、河野圭
4. 二人フタ色[4:14]
作詞・作曲：たつや◎
編曲：ACE COLLECTION
5. Treasure[5:51]
作詞・作曲：たつや◎
編曲：ACE COLLECTION
6. リアピックアップ[3:36]
作詞・作曲：たつや◎
編曲：ACE COLLECTION
7. 約束のしおり[6:16]
作詞・作曲：たつや◎
編曲：ACE COLLECTION
8. 70億にただ1つの奇跡[6:26]
作詞・作曲：たつや◎
編曲：ACE COLLECTION、河野圭
  - ミュージック・ビデオには花柳のぞみが出演。

## タイアップ
約束のしおり
イオンエンターテイメント配給映画『明日、キミのいない世界で』主題歌
70億にただ1つの奇跡
AbemaTVオリジナルドラマ『僕だけが17歳の世界で』主題歌
フジテレビ系『情報プレゼンター とくダネ!』4月度お天気コーナーMONTHLY SONG

## クレジット

### ACE COLLECTION
- たつや◎ - Vocal & Guitar
- LIKI - Guitar
- 奏 - Bass
- RIKU - Drums

### サポートアーティスト
- 河野圭 - Piano(#3＆#8)